# الحزب الديمقراطي (كوريا الجنوبية)
الحزب الديمقراطي (هانغل: 민주당 ) هو حزب سياسي كوري جنوبي، أسس في 15 ديسمبر 2011، وحل في 26 مارس 2014، يقع مقره في Yeongdeungpo District ‏.

## أعضاء بارزون
- كود سباركل
- تحديث القائمة

- Lee Hae Chan (2011 - 2012)
- Kim Geun-tae
- Lim Su-kyung
- Chough Pyung-ok
- Kim Doo-kwan
- Park Jie-won